# Джуді Буеноано
Джудіас «Джуді» Буеноано (англ. Judias «Judy» Buenoano), при народженні Джуді Велті (англ. Judias Welty), також відома як Джуді Гуд'єр (англ. Judias Goodyear) та Джуді Морріс (англ. Judias Morris; 4 квітня 1943 — 30 березня 1998) — американська серійна вбивця. Винна у кількох вбивствах (отруїла чоловіка та коханця миш'яком, втопила у річці 19-річного сина з інвалідністю), а також у замаху на життя коханця. Засуджена до смертної кари. Страчена на електричному стільці у Флоридській державній в'язниці.

## Злочини
Була одружена з Джеймсом Гуд'єром (народився 7 грудня 1933), сержантом ВМС США. Коли він помер 16 вересня 1971, ніхто не запідозрив, що смерть настала не з природних причин.
1973 року Джуді переїхала до Боббі Джо Морріса (нар. 1939); у січні 1978 року він також помер. Пізніше, того ж року Джуді офіційно змінила прізвище на «Буеноано» (від ісп. гарний рік). 1979 року її син, Майкл (30 березня 1961 — 13 травня 1980), важко захворів. 13 травня 1980 року Буеноано вивезла Майкла поплавати на каное; човен перевернувся, і Майкл, який не міг плисти, потонув.
1983 року Буеноано мала стосунки з Джоном Джентрі. Той зазнав важких поранень, коли його машина вибухнула. Поки він відновлювався від завданих травм, поліція виявила кілька розбіжностей у справі Буеноано. Подальше розслідування показало, що в листопаді 1982 року вона почала розповідати своїм друзям, що Джентрі смертельно хворий.
«Вітамінні таблетки», які Буеноано давала Джентрі, містили миш'як і параформальдегід. Ексгумація Майкла Гуд'єра, Джеймса Гуд'єра та Боббі Джо Морріса показала, що всі вони померли від отруєння миш'яком. Буеноано отримувала значну суму страхових виплат після кожної зі смертей.